# Хольстеин-Хольстеинборг, Лудвиг
Лудвиг Хенрик Карл Херман, граф Хольстеин-Хольстеинборг (дат. Ludvig Henrik Carl Herman lensgreve Holstein til grevskabet Holsteinborg; 1815—1892) — датский политик; председатель совета (премьер-министр) Дании с 28 мая 1870 по 14 июля 1874 года.
Несмотря на то, что он являлся членом партии центра, Хольстеин-Хольстеинборг возглавил коалицию национальных землевладельцев и национал-либералов.
Как руководитель правительства, Хольстеин-Хольстеинборг редко проявлял инициативу.